# الحصرم الشامي (مسلسل)
الحصرم الشامي مسلسل تلفزيوني درامي ملحمي سوري. أنتج عام 2007 من تأليف فؤاد حميرة، وإخراج سيف الدين سبيعي.
وتدور أحداث المسلسل بين عامي 1743 إلى عام 1749 في مدينة دمشق ويتناول الصراع المرير بين قوى اليرلية غير النظامية المدعومة من الأغوات والدالاتية النظامية المدعومة من قِبل الوالي والإنكشارية وقصته مأخوذة من رواية البديري الحلاق الذي عاش تلك الفترة ودوُنها.

## ملخص القصة
يتحدث العمل عن الحياة اليومية الاجتماعية لأهل الشام في الفترة بين 1743 إلى 1750 من خلال عدة عائلات شامية وحياتها الاجتماعية والاقتصادية والسياسية في تلك الفترة، ويتضمن أحداثًا تجري في القرن الثامن عشر في فترة سليمان باشا العظم ثم أسعد باشا، كما ويتناول المسلسل الصراع القديم بين اليرلية المدعومين من قبل الأغوات والدالاتية المدعومين من قِبل الوالي ويظهر المسلسل الانفلات الأمني للمدينة وتفشّي سوء الأخلاق في ذلك الوقت فنرى فيها منزل الدعارة الممثل في خان الدكة ونرى فيها الشيخ الجبهاوي الذي ينافق من ينفعه ونرى الشاب اليائس سليم الذي تتغير حياته رأسا على عقب ونرى شخصية الآغا حمزة الذي يحمل في طياته شراً وخيراً ونرى الفستقي ذلك الرجل الدمشقي الشهم ولكن الظروف تجبره على السرقة ونرى أبو حبسة الإنسان الفقير المقهور والمغلوب على أمره.

## طاقم العمل
- عباس النوري / حمزة آغا.
- ناجي جبر.
- فارس الحلو / الفستقي.
- كاريس بشار / فوزية.
- قصي خولي / سليم.
- خالد تاجا / أبو حبسة.
- عبد المنعم عمايري / عبدو السروجي.
- قمر خلف / فاطمة.
- ضحى الدبس / أم حبسة.
- ندين تحسين بيك / هدية.
- مكسيم خليل / العاصودة.
- جلال شموط.
- نضال سيجري / العفصة.
- عامر سبيعي / أبو حكمت.
- نزار أبو حجر / الشيخ كيكي.
- محمد خير الجراح.
- حسن دكاك / أبو سليم.
- هدى شعراوي / أم سليم.
- محمد خاوندي.
- وفيق الزعيم / بغدادي آغا.
- جابر جوخدرا / قاعود آغا.
- غزوان الصفدي.
- عدنان أبو الشامات / داود اليهودي.
- محمد قنوع.
- إياد أبو الشامات.
- فادي صبيح / أبو كرو.
- يارا عيد.
- يحيى بيازي.
- مأمون الفرخ.
- نبيل حلواني.
- فؤاد حميرة.
- علاء الزغبي.
- عادل علي.
- يامن حجلي

### الشخصيات التاريخية
- رنا الأبيض / سلمون قادين.
- عبد الهادي الصباغ / سليمان باشا العظم.
- حسن عويتي / فتحي القلانسي.
- ماهر الصليبي / أسعد باشا العظم.

قدم المسلسل مغالطة تاريخية بتقديمه لشخصية سلمون على أنها مسلمة في حين أنها كانت يهودية.

### ضيوف الشرف
- رفيق السبيعي / الشيخ جباوي.
- يارا صبري / فهدية.